# Iproute2
iproute2 est une collection d'utilitaires pour la gestion des protocoles 
TCP, UDP IP et la gestion du réseau sous Linux, supportant l'IPv4 et l'IPv6. Le projet est actuellement maintenu par Stephen Hemminger. L'auteur originel, Alexey Kuznetsov, était responsable de l'implémentation du QoS dans le Noyau linux.
iproute2 est destiné à remplacer toute une suite d'outils réseau standard Unix (souvent appelés “net-tools”) qui étaient anciennement utilisés pour les tâches de configuration d'interfaces réseau, tables de routage, et gestion de table ARP.
Les outils remplacés par iproute2 sont :
| utilité               | ancien paquet "net-tools" | iproute2         |
| --------------------- | ------------------------- | ---------------- |
| Adressage             | ifconfig                  | ip addr, ip link |
| Routage               | route                     | ip route         |
| Résolution d'adresses | arp                       | ip neigh         |
| VLAN                  | vconfig                   | ip link          |
| Tunnels               | iptunnel                  | ip tunnel        |
| Multicast             | ipmaddr                   | ip maddr         |
| Statistiques          | netstat                   | ss               |

iproute2 unifie la syntaxe pour ces différentes commandes, qui évoluent depuis des années dans le développement d'Unix.